# Daloon
Daloon är ett danskt företag som startade 1960. Företaget hette då Van Produkter efter grundaren, kinesen Sau-Chiu Van. Han började tillverka vårrullar i sin källare och skötte försäljningen från en korvvagn på Tivoli i Köpenhamn, Danmark. I takt med att försäljningen ökade under de första åren så bestämde sig Van för att flytta produktionen till större lokaler. Först i Köpenhamn och kort därefter, 1970, till Nyborg där produktionen sker idag. I samband med flytten så bytte företaget också namn till Daloon som betyder stora draken på kinesiska.
Daloon levererar vårrullar till framförallt den engelska marknaden som är deras största marknad efter Danmark. I Danmark äts sju vårrullar per person och år vilket kan jämföras med Sveriges 1,2 per person.
Företaget är främst känt för sina vårrullar men producerar och säljer även andra asiatiska snacksprodukter som minivårrullar. Efter en automatisering 2005 effektiviserades produktionsanläggningen i Nyborg vilket resulterat i att Daloon idag producerar uppemot en miljon vårrullar per dygn. Detta kan jämföras med 60-talets dagsproduktion på 300-400 vårrullar.
Nästan 50 år efter start är vårrullar fortfarande Daloons huvudprodukt och koncernen producerar i dag över 100 olika varianter från 20-200 g för tillagning i fritös och ugn.
Sai-chiu Van drev företaget framgångsriktigt till 1992 då han lämnade över till sin yngste son Hemming Van, som ledde verksamheten fram till försäljningen 2015/2016 av familjeföretaget till nederländska frozen food-producenten Izico med tre fabriker i Nederländerna och Belgien, som ägs av nederländska investeringsfonden Egeria.